# تيد كومبز
تيد كومبز (بالإنجليزية: Ted Coombs)‏ هو مستقبلي أمريكي، ولد في 19 يونيو 1954.